# Calesia stillifera
Calesia stillifera là một loài bướm đêm trong họ Erebidae.